# Ильинское сельское поселение (Егорлыкский район)
Ильинское сельское поселение — муниципальное образование в Егорлыкском районе Ростовской области. 
Административный центр поселения — хутор Кугейский.

## Административное устройство
В состав Ильинского сельского поселения входят:
- хутор Кугейский;
- хутор Гирин;
- хутор Ильинский;
- хутор Лисичкин.

## Население
| 2010  | 2012  | 2013  | 2014  | 2015  | 2016  | 2017  |
| ----- | ----- | ----- | ----- | ----- | ----- | ----- |
| 1981  | ↘1929 | ↘1909 | ↘1900 | ↘1879 | ↘1874 | ↘1866 |
| 2018  | 2019  | 2020  | 2021  |       |       |       |
| ↘1856 | ↘1847 | ↘1803 | ↘1784 |       |       |       |